# Paul Ibou
Paul Ibou, pseudoniem van Paul Vermeersch (Borgerhout, 7 maart 1939 – Zoersel, 7 juni 2023), was een Belgisch grafisch ontwerper en beeldhouwer. Hij ontwierp onder meer een aantal logo’s van grote organisaties.

## Carrière
Op 17-jarige leeftijd creëerde Paul Vermeersch zijn persoonlijke logo en pseudoniem. Op basis van enkele bollen en een eenvoudige lijf-vorm maakte hij een gestileerde uil. Deze uil-vorm zou later in heel wat van zijn ontwerpen terugkeren. Uil is “hibou” in het Frans. Vermeersch liet de “h” weg en zocht een manier om van “Ibou” een letterwoord te maken. Het werd “Inventief Boek Ontwerper en Uitgever”. Paul Ibou was geboren.
Van 1955 tot 1957 werkte Paul Ibou eerst bij een reclamestudio en vervolgens korte tijd bij een fotogravurestudio. In 1958 voleindigde hij de cursus “Publiciteit en lettertekenen” aan de Koninklijke Academie voor Schone Kunsten van Antwerpen. Hij studeerde verder aan het Hoger Instituut voor Drukkunst van het Plantin Instituut voor Typografie. Daarna ging Ibou voor Nutricia werken als artdirector.
In 1961 werd Ibou zelfstandig ontwerper en enkele jaren later kreeg hij de eerste belangrijke opdrachten, waaronder in 1965 voor de Biënnale voor Beeldhouwkunst in het Middelheimpark te Antwerpen. In 1967 maakte hij een eerste internationale studiereis, die hem naar New York bracht.
De bekendheid van Ibou nam toe en hij kreeg tal van opdrachten voor grote instellingen. In 1980 richtte hij een tijdschrift over vormgeving op: Vorm in Vlaanderen. Hiervan verschenen 14 nummers en 2 jaarboeken. In 1984 werd het tijdschrift stopgezet nadat Ibou betrokken was in een ernstig auto-ongeval, waarvoor hij langere tijd moest revalideren. 
In 2001 stopte Ibou zijn werk als grafisch ontwerper en richtte zich op schilderen en beeldhouwen.

## Werk

### Logo’s
Paul Ibou ontwierp honderden logo’s. 
- In 1959 ontwierp hij naar aanleiding van het tienjarig bestaan van Cécémel in België een nieuw logo voor het merk.[2]
- In 1967 ontwierp hij het logo voor “Antwerp-Tax”, een Antwerpse taximaatschappij. Dit logo is anno 2018 nog steeds in gebruik.[3]
- In 1979 ontwierp hij het logo voor de toenmalige Universitaire Instelling Antwerpen.
- In 1983 ontwierp hij het logo van de provincie Antwerpen dat tot begin 2014 het officiële logo was. Het was de letter “A”, die ook als “P” kon gelezen worden en opgebouwd was uit 15 gelijkzijdige, rode driehoekjes, verwijzend naar het toenmalige aantal kantons in de provincie.[4][5]
- In 1984 ontwierp hij het voormalige logo van de Belgische Tiercé.
- In 1987 ontwierp hij het logo van Tele-Onthaal: een rood-grijze kiesschijf. Eind 2018 werd dit oude logo vervangen door een nieuw.[6]

### Beelden
Ibou maakte ook heel wat beeldhouwwerk dat erg geometrisch getint is. Zo maakte hij in opdracht van de Chinese overheid in vier steden monumentale straatbeelden: Peking, Chengdu, Shenzhen en Shanghai. Voor de Olympische Zomerspelen 2008 in Peking maakte hij een groot beeld van 8m hoog voor het Olympisch park. Veel geld verdiende hij er evenwel niet mee: de overheid betaalde enkel zijn materiaal-, reis- en verblijfkosten.

### Postzegel
In 1976 ontwierp Ibou een postzegel die werd uitgegeven ter gelegenheid van het 50-jarig bestaan van het Vlaams Economisch Verbond. Tevens mocht hij de postzegeluitgifte voor de expo 1992 in Sevilla ontwerpen, voorstellend de allegorie van het Belgisch Paviljoen. In mei 1995 verscheen opnieuw een postzegel van zijn hand, voor de 50de Verjaardag van de Verenigde Naties. En tot slot in 2001 voor het Belgische voorzitterschap van de EU, mocht Paul Ibou een ontwerptekening maken doch werd dit ontwerp niet weerhouden, maar alsnog uitgegeven door de B.B.K.P.H als niet aangenomen ontwerp op klein velletje met zijn handtekening.

## Privéleven en overlijden
De familie van Paul Vermeersch behoorde tot de hogere burgerij. Zijn vader, Georges Vermeersch (1897–1952) was industrieel en had vanaf 1948 een kleine drukkerij, waar Ibou kennismaakte met de typografie. Georges Vermeersch was ook actief binnen het Vlaams Economisch Verbond en de CVP. Zijn moeder, Georgina Devriendt, was afkomstig van een belangrijke familie uit Blankenberge. Haar broer, Maurice Devriendt, werd er burgemeester en senator. Paul Ibou had twee broers en twee zussen. Hij was de jongste en een nakomertje: zijn jongste zus werd in 1933 geboren. Zijn vader overleed onverwacht in 1952. Paul Vermeersch ging dan drie jaar op kostschool, maar vanaf 1955 moest hij gaan werken om mee voor een inkomen te zorgen. ’s Avonds volgde hij dan verder verschillende creatieve cursussen.
Ibou trouwde in 1963 met Liliane Staal, die in 2015 overleed na 52 jaar huwelijk. Ze hadden geen kinderen. Aanvankelijk woonde en werkte Ibou in het Antwerpse, maar tussen 1965 en 1984 woonde hij op een hoeve in Bevel (Nijlen). Vanaf eind 1984 kregen Ibou en zijn vrouw gedurende 30 jaar het Hof van Lyere, gelegen in Zandhoven, in erfpacht. Dit kasteel was toen in bijzonder slechte staat: er waren geen ramen, water, elektriciteit, ... De eigenares, Fernande de Borrekens-de Meester, gaf het via een pvba “Hof van Liere” in pacht en het echtpaar moest het terug bewoonbaar maken. Eind 2013 liep de erfpacht af en verhuisde het echtpaar naar Zoersel. Ibou had vanaf dan een werkatelier in Pulderbos. Na het overlijden van zijn vrouw begon Ibou zijn werken te verkopen. Hij wilde dat ze zoveel mogelijk in handen van geïnteresseerden zouden terechtkomen.
In 2018 gaf Ibou aan stilaan blind te worden; hij schatte dat hij nog een tweetal jaar zou kunnen zien. Ibou overleed in juni 2023 op 84-jarige leeftijd via euthanasie.

## Erkenning
Ibou onderhield goede contacten met het Belgisch koningshuis. Als erkenning werd hij in 1985 benoemd als ridder in de Orde van Leopold II, in 1997 tot ridder in de Kroonorde en tot slot in 2008 tot ridder in de Leopoldsorde.
Eveneens houder van de Vlaamse Ultima Cultuurprijs, internationaal gelauwerd met meerdere awards, ereburger Zoersel, Cultuurprijs Zandhoven. En vice-president CEIDA.
Paul Ibou won ook meerdere internationale prijzen. Ondanks deze erkenning bleef Ibou bij het brede publiek vrij onbekend. In 2019 was er de tentoonstelling Off the Grid door Sara De Bondt, verschillende verwezenlijkingen van Ibou kwamen hier aanbod, alsook een interview. Later is er een boek “Off the Grid: Histories of Belgian Graphic Design” gepubliceerd waar er een artikel te vinden is over Paul Ibou. 
- Bibliothèque nationale de France: cb12380022x (data)
- Gemeinsame Normdatei: 11912176X
- International Standard Name Identifier: 0000 0000 8180 6153
- Library of Congress Control Number: n79055492
- MusicBrainz: 3b911c9f-5773-4ada-8add-43aadfc048f3
- Bibliotheek van het Japanse parlement: 00744741
- Nationale Bibliotheek van Israël: 987012502842005171
- Nederlandse Thesaurus van Auteursnamen: 06844852X
- RKD-Nederlands Instituut voor Kunstgeschiedenis: 40885
- Système universitaire de documentation: 067054382
- Virtual International Authority File: 112994656
- WorldCat: E39PBJy4g3mRt8x9BBbPJdt9Xd